# Kraljica noči
Kraljica noči (znanstveno ime Selenicereus grandiflorus) je kakteja, ki izvira iz območja Antilov, Mehike in Srednje Amerike. 
Gojene rastline te vrste so izredno redke, pogosteje se pojavljajo hibridi, kot so Selenicereus callianthus in Selenicereus pteranthus. Poimenovanje kraljica noči se uporablja za več različnih vrst in rodov kaktusov, še posebej poznana pod tem imenom je poleg S. grandiflorus tudi vrsta Epiphyllum oxypetalum. 

## Izvor imena
Ime Selenicereus grandiflorus je nastalo iz latinske besede besede grande - veliko, flos - cvet. Ime izvira iz obdobja odkritja oziroma opisa te rastline, saj je imel takrat od vseh znanih kaktusov ta največji cvet. Dejansko ima kar nekaj vrst v rodu Selenicereus večji cvet od S. grandiflorus. To je bil prvi kultiviran kaktus, ki pa je bil opisan precej časa po odkritju, saj so ga gojili v Royal Gardens v Hamptonu že pred letom 1700.

## Tujejezična poimenovanja
Queen of the Night, Organillo, Cacto de flor grande, Cardeiro, Cumbera, Flor cheirosa, Flor da noite, Flor do baile, Gigante, Jamacaru, Junquilho, Mandacairu, Night-blooming Cereus, Pitahaya, Queen of the night, Reina de la noche, Reina de las flores, Urumbeba.
Imena, ki jih uporabljajo nekateri narodi:
- Afrikaansko: Koningin van die Nag.
- Angleško: Queen of the Night, Night-blooming Cereus, Large-flowering Cactus, Sweet-scented Cactus, Vanilla Cactus, Large Blooming Cereus, Large flowered torch thistle, Large-flowered Night Cactus.
- Arabsko: Laylat-al-Qadr.
- Dansko: Nattens Dronning.
- Finsko: Yön Kuningatar.
- Francosko: Reine de la nuit, Princesse de la nuit, Cierge a grande fleurs, Vierge a grandes fleurs, Cierge rampant a grandes fleurs, Fleur d'amour.
- Italijansko: Cacto grandifloro, Regina della notte.
- Japonsko: Gekka Bijin.
- Nemško: Königin der Nacht, Schlangencereus, Schlangenkaktus.
- Nizozemsko: Koningin van de Nacht.
- Portugalsko: Flor-de-baile, Cardeiro trepador.
- Romunsko: Antilele Olandeze.
- Špansko: Reina de las Flores, Reina Gigante, Cardon, Gigante, Organillo, Reina de la noche.
- Švedsko: Nattens drottning.
- Tamilsko/Telugu: Brahma Kamalam.

## Opis
Stebla so dolga tudi več kot 10 metrov, drobna, običajno visijo iz dreves in skalovja, lahko se razvejajo. Iz stebel izraščajo dolge zračne korenine. Areole so majhne, bele ali sivkaste, iz njih izraščajo kratke, ostre bodice, dolge le pol do enega centimetra. Povrhnjica je modrikasto zelena, če je rastlina dobro osvetljena, pordeči. Cvetovi merijo v premeru 17-22 cm, belkasti, nočni. Plod je ovalen, dolg 5-9 cm, belkast, rožnat do rdeč, pokrit z drobnimi skupinami bodic.
Rastlina je nenavadna zato, ker cveti ponoči in to samo eno noč v topli polovici leta. Ima kači podobno, plazeče steblo, ki lahko doseže več kot 10 metrov v dolžino. Njeni veliki, blago dišeči cvetovi ki dosežejo do 26 cm v premeru cvetijo samo 6 ur. Cvet in drugi nadzemni deli rastline se štejejo za zdravilne.

## Vzgoja
Rastlina je zelo enostavna za gojenje. Posadimo jo v bogat komposten humusen substrat, najbolje v obešenko, podobno kot epifite. Dobro rase tako v polsenci kot na polnem soncu, čez poletje se zaliva tedensko, pozimi pa potrebuje mirovanje. Cvetenje spodbudi dobra spomladanska osvetlitev, vendar rastline na splošno ne cvetijo pogosto. Prezimuje naj nad 5 °C.

## Uporaba
Ekstrakt iz zdravilnih delov rastline odpira krvne žile in blagodejno vpliva na živce v hrbtenjači. Ima tudi protivnetni učinek na kožo.
Kaktus se je uporabljal za pomoč pri različnih boleznih. V Mehiki so ga uporabljali za zdravljenje vnetja ledvic, vročine, težav pri dihanju, kašlju in drugih težavah. Rastlino je v Evropi kot zdravilno vpeljal Nemec dr. Scheele, vendar rastlina ni dobila veljave, dokler je ni uporabil homeopat dr. R. Rubini. Za medicinske namene se uporablja cvet in steblo, nabrano v juliju, deluje pa srce. Uporablja se v obliki tinkture, izdelane iz svežega stebla kaktusa.
Snovi v kaktusu niso dosti raziskane, vplivajo pa na simpatični živčni sistem, posebno na moč kardialnega pleksusa. V medicinskih odmerkih zniža srčni pulz. deluje sedativno in poveča izločanje ledvic. Mnenja o sedativnem učinku so deljena. Odpravlja srčne težave kot je močno razbijanje srca, bolečine v srcu, srčna dispneja, aritmija, angina pektoris in težave, povezane z boleznimi srca.
V večjih odmerkih draži srčne ganglije in povzroči hiperestezijo, aritmijo, karditis, perikarditis in spazmo srca. Tinktura v velikih odmerkih povzroči iritacijo prebavil in vpliva na možgane (zmedenost, halucinacije in lahek delirij). 